# Thăng An
Thăng An là một xã thuộc thành phố Đà Nẵng, Việt Nam.
Xã Thăng An có diện tích 20,50 km², dân số năm 2019 là 7.239 người, mật độ dân số đạt 353 người/km².